# حوزه انتخابیه پانزدهم نیویورک
حوزه انتخابیه پانزدهم نیویورک یک حوزه انتخابیه مجلس نمایندگان آمریکا است که در ایالت نیویورک قرار دارد.